# Spettro (film)
Spettro (Regreso a Moira) è un film per la televisione del 2006 diretto da Mateo Gil.
Fa parte della serie Film per non dormire (Películas para no dormir) trasmessa in Spagna sul canale privato Telecinco e in Italia su Rai Movie.